# L’amico Fritz
L’amico Fritz [laˈmiːko ˈfrits] ist eine Oper (Originalbezeichnung: „Commedia lirica“) in drei Akten von Pietro Mascagni. Das Libretto zu dieser zweiten Oper des Komponisten stammt hauptsächlich von Nicola Daspuro nach der Novelle L’ami Fritz von den Schriftstellern Erckmann-Chatrian. Die Uraufführung fand am 31. Oktober 1891 im Teatro Costanzi in Rom statt. Die bekannteste Szene der Oper ist das duetto delle ciliegie (Suzel buon dì), das Kirschenduett, im zweiten Akt.

## Handlung
Die Handlung der Oper ist in der Gegenwart der Schöpfer angesiedelt, also im späten 19. Jahrhundert; der Ort ist das Elsass. Im Mittelpunkt steht Fritz, ein reicher Grundbesitzer und stolzer Junggeselle, der sich der Liebe und der Ehe entziehen zu können glaubt. Als er der Bauerntochter Suzel begegnet und sein Freund und Mentor, der Rabbi David, sich trickreich einschaltet, lernt er jedoch, dass er sich geirrt hat.

### Erster Akt
Speisesaal von Fritz’ Stadthaus. Am Morgen seines Geburtstages erwartet Fritz seine Freunde. Als erster trifft David ein, der nicht nur gratuliert, sondern die Gelegenheit auch nutzt, um den Freund zu bitten, die Mitgift für ein armes Brautpaar zu stiften. Zwei weitere Freunde erscheinen, Federico und Hanezò, und stoßen mit Fritz auf die Freuden des Junggesellentums ein, während David keinen Zweifel daran lässt, dass er alle drei unter die Haube bringen möchte.
Suzel, die Tochter eines Pächters, trifft mit Blumen ein, die sie Fritz als Geburtstagsgabe überreicht. Fritz dankt ihr und lädt sie ein, sich zu den Feiernden zu gesellen. Als die Rede auf ihren Vater und dessen Hof kommt, verspricht Fritz, diesen bald zu besuchen.
Die Klänge einer Geige kündigen das Erscheinen des Zigeuners Beppe an. Suzel ist von der leidenschaftlichen Weise zu Tränen gerührt. Als Beppe schließlich den Raum betritt, bittet Fritz ihn um ein Zigeunerlied. Beppe kommt diesem Wunsch gern nach und lobt in seinem Lied Fritz’ Wohltätigkeit für die Waisen. Auch dem elternlosen Beppe hatte Fritz in einem Schneesturm einst das Leben gerettet.
Da die Kutsche wartet, muss Suzel die fröhliche Runde verlassen. Die Freunde fanden sie entzückend und Beppe ist auch nicht entgangen, dass Suzel die Liebe zu Fritz ins Gesicht geschrieben steht. Als David Fritz zuredet, sie als Braut in Betracht zu ziehen, entsteht Streit: die drei Junggesellen wollen vom Heiraten nichts wissen, während David ihre Sorglosigkeit tadelt und mehr denn je entschlossen ist, sie alle zu verheiraten. Fritz schlägt David eine Wette vor: er will niemals heiraten und setzt als Pfand seinen Weinberg in Claire-Fontaine ein.
Die Dörfler erscheinen mit Musik und mit Kindern, um Fritz zum Geburtstag zu gratulieren.

### Zweiter Akt
Hof von Villa und Bauernhof in Mesànges. In der Morgendämmerung entdeckt Suzel mit Wonne, dass die Kirschen reif sind. In der Ferne singen Landarbeiter ein Lied von unerwiderter Liebe, das sie traurig stimmt und ihrerseits zu einem Lied anregt; es handelt von einem einfachen Mädchen, das einem Ritter Blumen schenkt. Fritz wird von ihrem Gesang geweckt, tritt aus dem Haus und besingt mit Suzel gemeinsam die Freuden der Kirschreife und des Frühlings.
Die Freunde treffen ein und Fritz zeigt ihnen die Farm. David freut sich zu sehen, dass Fritz sich in Suzels Gesellschaft offenbar sehr wohlfühlt. Als Suzel ihm einen Krug Wasser bringt, erinnert dieses Bild ihn an die biblische Erzählung von Rebekka, die sich als rechte Braut Isaaks zu erkennen gibt, als sie nicht nur Abrahams Knecht Eleazar, sondern auch die Kamele tränkt. Suzel ist über diesen Vergleich mehr als verlegen, und als Fritz und seine Freunde von ihrem Erkundungsgang zurückkehren, flieht sie ins Haus.
David weist Fritz erneut auf Suzel als eine mögliche Braut hin; dieser will davon nichts wissen, die Freunde streiten. Suzel hat tatsächlich großen Eindruck auf ihn gemacht, und um seiner Gefühle wieder Herr zu werden, kehrt Fritz umgehend in die Stadt zurück. Suzel weiß von alledem natürlich nichts und ist über seinen Aufbruch, den sie für ein Zeichen von Gleichgültigkeit halten muss, niedergeschmettert.

### Dritter Akt
Speisesaal von Fritz’ Stadthaus. Fritz ist mit sich selbst zutiefst uneins. Die Städter bereiten sich auf eine Hochzeitsfeier vor, die Liebe scheint etwas zu sein, dem man nirgends entkommen kann. Auch ihm selbst geht Suzel nicht mehr aus dem Sinn. Beppe erscheint, sieht, was mit Fritz los ist, und erzählt mit einem Lied von seiner eigenen traurigen Liebeserfahrung. Fritz schickt ihn fort, ringt sich aber zur Einsicht durch, dass er der Liebe nicht wird entfliehen können.
Gerade in diesem kritischen Augenblick kommt David hinzu und berichtet beiläufig, dass Suzel demnächst heiraten werde. Mit Befriedigung beobachtet er, wie sehr diese Nachricht Fritz nahegeht. Fritz verlässt die Bühne. Suzel erscheint. Da sie glaubt, Fritz erwidere ihre Zuneigung nicht, ist ihr Herz schwer. Fritz kehrt jedoch zurück, die Liebenden sprechen sich aus und können alle Missverständnisse aufklären. Sie erklären einander ihre Liebe und sinken sich in die Arme.
Die Wette hat Fritz verloren. David, ein wahrer Freund, kostet seinen Triumph jedoch nicht aus, sondern überlässt Suzel den Weinberg als Mitgift. Die Oper klingt aus in einem gemeinsam von allen Beteiligten und Freunden angestimmten Loblied auf die Liebe.

## Musik
Wie der Komponist und Musikwissenschaftler Alan Mallach aufgewiesen hat, ist das kennzeichnendste Moment der Oper L'amico Fritz deren unerschöpflicher Reichtum an sangbaren Melodien. Zwar war auch hier wieder Mascagnis immenses Interesse an komplexen Rhythmen und ungewöhnlichen harmonischen Beziehungen nicht zu übersehen, die Lieder stehen jedoch ganz im Vordergrund und alles andere ordnet sich ihnen unter. Bereits in Cavalleria Rusticana war es häufig so erschienen, als entfalte sich das gesamte Werk aus einer einzigen kontinuierlichen Melodielinie heraus; in L'amico Fritz trieb Massagni dasselbe auf die Spitze. Mallach urteilt, dass Mascagni hier, soweit es das unerschöpfliche Erfinden exquisiter Melodien betrifft, den Höhepunkt seines Schaffens erreicht habe.
Die Oper ist nicht strikt „durchkomponiert“; jedoch sind die einzelnen Arien, Duette, Ensembles, Chöre und Orchesterstücke glatt und einfallsreich miteinander verbunden. Das Werk enthält eine Reihe von Fernchören, die hinter der Bühne singen. Zwei dieser Chorstücke sind aus der elsässischen Volksmusik inspiriert. In L'amico Fritz kommt kein Chor vor, der auf der Bühne singt. Eine Besonderheit ist auch Beppes virtuoses Geigenstück, das im ersten Akt hinter der Bühne gespielt wird. Ungeachtet der elsässischen und der Zigeunermusik-Anklänge lässt die charakteristische Farbe und Stimmung der Partitur, wie der Rossini-Biograf Richard Osborne bemerkt hat, sich in ihrer Gesamtheit jedoch mit dem Schlagwort der  mestizia toscana („toskanische Traurigkeit“) beschreiben, die auch für das Werk Puccinis und Catalanis typisch ist. Kritiker haben den geschickten Einsatz von übermäßigen Akkorden, Dissonanzen, Querständen, chromatischen und enharmonischen Wendungen innerhalb eines hauptsächlich diatonischen Stils gelobt. Technisch ging Mascagni hier über Cavalleria Rusticana noch hinaus. Die Stimmung der Oper ist überwiegend pastoral mit einem Orchestersatz, der ein meist klares, helles Klangbild schafft, in dem die Blasinstrumente führen. Unter anderem Gustav Mahler hat die Neigung der Orchesterleiter kritisiert, das Preludietto und das Intermezzo übertrieben melodramatisch zu dirigieren, die von Mascagni beide jedoch verhalten geschrieben worden seien und subtil interpretiert werden müssen.

## Geschichte

### Entstehung
Nach dem Sensationserfolg von Cavalleria rusticana wurden Mascagni mehrere Librettoskizzen vorgelegt, darunter ein Stoff aus der Französischen Revolution (Charlotte Corday) und zwei altrömische Stoffe (Beatrice Cenci, Vistilia), die er jedoch ablehnte bzw. denen er nur halbherzig Beachtung schenkte. Pietro Cossas Drama Nerone (1877) erregte zwar Mascagnis Interesse, seine auf dem Stück basierende gleichnamige Oper vollendete er jedoch erst Jahrzehnte später. Auch zu seiner halbfertig liegengebliebenen Oper Guglielmo Ratcliff mochte er nicht gleich zurückkehren.
Mascagni begann, an einer Vertonung von Emile Erckmann und Charles Chatrians Schauspiel I Rantzau zu arbeiten, ließ diese Arbeit jedoch wiederum liegen, als der Musikverleger Edoardo Sonzogno, der bereits Cavalleria Rusticana betreut hatte, ihn zu einem Projekt L’amico Fritz drängte. Erckmann-Chatrians Roman L’ami Fritz hatte bei seinem erstmaligen Erscheinen im Jahre 1863 großen Erfolg genossen. Die Handlung der Romanvorlage ist dieselbe wie in der Oper, in einigen Details weichen beide Werke jedoch voneinander ab; so ist die Handlung des Romans in Bayern angesiedelt. Die eigentliche Absicht der Autoren bestand darin, den Leser mit pittoresken Szenen sowohl aus dem bayerischen Landleben als auch aus dem jüdischen Brauchtum zu unterhalten. Die Charaktere haben größere Komplexität als im Opernlibretto. So ist Fritz ein durch und durch ruheloser Geist, dessen Lobreden auf das Junggesellenleben seinen Geisteszustand nicht wirklich auf den Punkt bringen; Suzel ist im Roman weniger Romantikerin als in der Oper, und der Leser fragt sich zu Recht, ob ihre Neigung zu Fritz nicht auch etwas mit seinem Reichtum zu tun hat.
Nachdem infolge des Deutsch-Französischen Krieges das Elsass 1871 an Deutschland fiel, was Erckmann-Chatrian sehr bewegte, adaptierten sie ihren Roman 1876 als Bühnenstück. Schauplatz der Handlung war nun das noch französische Elsass in der Zeit vor der deutschen Okkupation. Die Genreszenen entfielen, umso mehr trat die Figur des Rabbi David hervor, aus dem nun der französische Patriot sprach. Fritz’ Ruhe- und Ziellosigkeit wird im Schauspiel nicht mehr als reines Charakterproblem dargestellt, sondern als Ausdruck seines mangelnden patriotischen Sinnes. Als wahrer Sohn Frankreichs müsste er nach Ansicht von Rabbi David, um sein Mutterland zu stärken, heiraten und Kinder zeugen.
Im April 1891 kamen Daspuro und Mascagni in Cerignola zusammen, wo Daspuro das Libretto verfasste, während Mascagni gleichzeitig die Musik schrieb. Das Libretto folgte weitgehend dem Schauspiel. Um mehr Raum für die Auftritte der Hauptfiguren zu schaffen, wurden einige kleine Szenen gestrichen. Auch die patriotische Thematik, die im damaligen Italien wenig Resonanz gefunden hätte, entfiel; Davids Plädoyer für Ehe und Fortpflanzung ist im Libretto nicht mehr politisch, sondern rein moralisch begründet. Die Charaktere von Fritz und von Suzel sind sympathischer, wenngleich bei Fritz auch genug Bissigkeit belassen wurde, um diese Tenorpartie aus dem Gewöhnlichen herauszuheben und interessant zu machen. Der Zigeuner Joseph – im Schauspiel eine unbedeutende Nebenfigur – erhielt den volkstümlicheren Namen Beppe, mehr Gewicht und zwei eigene Arien. Osborne hat argumentiert, dass Beppe durchaus keine reine Comprimario-Figur sei, die nur als lebende Verkörperung von Fritz’ Großzügigkeit auftritt, sondern dem Drama „einen Hauch von Unheil“ verleihe. David ist, wie dies auf viele Figuren in Verismo-Opern zutrifft, ein relativ vielschichtiger Charakter, der teils als Gelehrter, teils als Ehestifter und teils als Freund handelt. Unter dem Druck des Italienischen Faschismus gab Mascagni in den späten 1930er Jahren dem antisemitischen Zeitgeist nach und verwandelte den jüdischen Rabbiner in einen elsässischen Arzt.
Der erste Akt mit den herumtollenden Junggesellen, kann, wie Osborne weiterhin gezeigt hat, als Reminiszenz an Mascagnis eigene Adoleszenz gelesen werden. Mascagni hatte sich während seiner Zeit als Student am Mailänder Konservatorium mehrere Monate lang ein Quartier mit dem fünf Jahre älteren und zu diesem Zeitpunkt noch gänzlich unbekannten Giacomo Puccini geteilt. Der letztere hat diese Erinnerungen einige Jahre nach Mascagni in La Bohème verarbeitet.
Das Libretto zu Cavalleria Rusticana war mit den eifersüchtigen Vorwürfen Santuzzas, ihrer Liebe zu Turrido, die sich in Hass verwandelt, der Konfrontation der Rivalen Turrido und Alfio und schließlich der Tötung Turridos an dramatischer äußerer Aktion überreich gewesen. L'amico Fritz hat nichts Entsprechendes aufzuweisen, die Handlung vollzieht sich zum größten Teil im Inneren der Figuren. Mallach hat auf zwei Elemente hingewiesen, durch die dieser Mangel wettgemacht werde: die machtvolle Persönlichkeit Rabbi Davids und die feinfühlige Darstellung des inneren Wandels, der sich in Fritz in dem Maße vollzieht, in dem die Liebe von ihm Besitz ergreift. Auch soll Mascagni die Herausforderung begrüßt haben, mit einer zarten Romanze seine Vielseitigkeit unter Beweis zu stellen.
Während Daspuro die Arbeit schnell abschließen konnte, quälte Mascagni sich mit der Fertigstellung der Musik, war unzufrieden mit Daspuros Text und vollendete das Werk erst Ende September, nur wenige Wochen vor der geplanten Premiere. Nachdem ein Koffer, der das Libretto enthielt, am Bahnhof von Neapel gestohlen wurde, musste Mascagni fast den gesamten dritten Akt nochmals selbst abfassen.

### Aufführung
Die Uraufführung erfolgte am 31. Oktober 1891 im Teatro Constanzi in Rom, in dem auch Cavalleria Rusticana erstmals aufgeführt worden war. L’amico Fritz konnte die hohen Erwartungen erfüllen, das Publikum reagierte enthusiastisch. Besonders hohe Anerkennung fand Emma Calvé als Suzel. Weitere Sänger waren Fernando de Lucia (Fritz) und Paul Lhérie (David). Überliefert ist die Reaktion von Giuseppe Verdi, der das Libretto „idiotisch“ fand. Auch der Kritiker Eugenio Checchi fand das Werk zwar als Schauspiel schwächer als Cavalleria Rusticana, hielt die Musik aber für reifer und besser. George Bernard Shaw bezeichnete die Oper als „frisch, großzügig, kräftig, recht aufmüpfig“.
Die Deutschland-Premiere fand am 16. Januar 1892 in Hamburg statt und wurde von Gustav Mahler dirigiert. Im selben Jahr folgten Aufführungen in Frankfurt am Main.
L’amico Fritz bewies, dass Mascagni kein Ein-Opern-Komponist war, der als Künstler Mühe gehabt hätte, seinem erfolgreichen Debütwerk noch etwas Gleichwertiges folgen zu lassen. Dennoch erlangte L’amico Fritz nicht die dauerhafte Wirkung, die Cavalleria Rusticana beschieden war. Nach dem Anbruch des 20. Jahrhunderts wurde das Stück außerhalb Italiens kaum noch aufgeführt. Rodolfo Celletti hat dies mit der schwachen literarischen Qualität des Stückes erklärt, das sein Publikum weder wirklich amüsiert noch bewegt. Mallach meinte, dass die Oper bis heute eigentlich nur wegen der Schönheit der Musik aufgeführt wird.
1923 nahm die Met das Werk erneut auf und besetzte die Hauptrollen mit Lucrezia Bori, Miguel Fleta und Giuseppe Danise; Roberto Moranzoni dirigierte. Großen Erfolg hatte 1937 eine Inszenierung am Teatro alla Scala mit Mafalda Favero und Tito Schipa; noch im selben Jahr publizierten diese beiden Sänger auch eine einflussreiche Schallplattenaufzeichnung von Auszügen der Oper.
In Italien wurde L'amico Fritz auch von Gilda dalla Rizza, Giuseppina Baldassare-Tedeschi, Adelaide Saraceni, Licia Albanese und Beniamino Gigli gesungen. 1942 wurde das ungekürzte Werk bei Rai Turino zum ersten Mal auf einem Tonträger aufgezeichnet. In den Hauptrollen sangen Pia Tarrinari, Ferruccio Tagliavini und Armando Giannotti. Mascagni dirigierte. Weitere Gesamtaufnahmen folgten 1951 und 1953.
In einer Gesamtaufnahme am Teatro alla Scala im Jahre 1963 sang Mirella Freni die Partie der Suzel, neben Gianni Raimondi als Fritz. Freni war auch an der nächsten Gesamtaufnahme beteiligt, die von EMI 1968 mit Chor und Orchester des Royal Opera House durchgeführt wurde. Die Oper war zu diesem Zeitpunkt so sehr in Vergessenheit geraten, dass das Unternehmen sie im Rahmen seines Raritätenprogramms einspielen konnte. Die Partie des Fritz wurde diesmal von Luciano Pavarotti gesungen, dessen Karriere aufgrund seiner sehr sorgfältigen Ausbildung erst viel später in Schwung kam als die von Freni. Mit seinen 33 Jahren war er noch relativ unbekannt; erst 1966 hatte er erstmals eine Schallplatte eingesungen (Beatrice di Tenda).

## Arien, Duette und Ensembles
Preludietto
Erster Akt
- Ma questa è und piazza! (Fritz, David, Hanezò, Caterina)
- Son pochi fiori (Suzel, Fritz)
- Orsù, vieni tra noi, al fianco mio (Fritz, Suzel, Hanezò, Federico, David)
- Chi mai sarà? (Hanezò, Fritz, David, Suzel, Federico, Beppe)
- Laceri, miseri, tanti bambini (Beppe, Fritz, Hanezò, David, Federico)
- Vivo lo zingaro! (David, Hanezò, Federico, Fritz, Caterina, Suzel, Beppe)
- Per voi, ghiottoni inutili (David)
- Il suo sermone è splendido (Beppe, Federico, Fritz, David, Hanezò)
- Son gli orfanelli (Hanezò, Beppe, Federico, Fritz, David, Chor)

Zweiter Akt
- Ah! le belle ciliege! (Suzel, Chor)
- Bel cavalier, che vai per la foresta (Suzel)
- Suzel, buon dì! (Fritz, Suzel) – Duetto delle ciliege („Kirschduett“)
- Tutto tace (Fritz, Suzel)
- Oh! chi è che giunge? (Fritz, Suzel, Beppe, David, Hanezò, Federico)
- Vediamo un po’! (David, Suzel)
- Faceasi vecchio Abramo (Suzel, David, Fritz)
- Come va? (Fritz, David)
- Quale strano turbamento (Fritz)
- Fritz, non partiamo. Addio! (Federico, Fritz, Hanezò, Beppe)
- Che più s’aspetta? (Federico, Fritz, David, Suzel, Chor)

Intermezzo
Dritter Akt
- Tutto ho tentato (Fritz, Chor)
- Buon giorno, Fritz (Beppe, Fritz, Chor)
- O pallida, che un giorni mi guardasti (Beppe, Fritz)
- O amore, o bella lucel del core (Fritz)
- L’amico Fritz fantastica d’amore! (David, Fritz)
- Povero Fritz, l’amore in te si desta (David, Suzel)
- Non mi resta che il pianto ed il dolore (Suzel, Fritz)
- Come s’è fatta pallida! (Fritz, Suzel)
- Ah! ditela per me quella parola (Suzel, Fritz)
- Amici, ho vinto, ho vinto! (David, Fritz, Beppe, Caterina)
- Tu sposi, Fritz? (Federico, Hanezò, David, Fritz, alle)

## Diskographie (Auswahl)
- 1942; Pietro Mascagni (Dir.); Ferruccio Tagliavini, Pia Tassinari, Amalia Pini, Saturno Meletti; Cetra (LP)
- 1968; Gianandrea Gavazzeni; Luciano Pavarotti, Mirella Freni, Laura Didier Gambardella, Vicente Sardinero; EMI
- 2009; Alberto Veronesi; Roberto Alagna, Angela Gheorghiu, Laura Polverelli, George Petean; Deutsche Grammophon